# Tamanuku
Il Tamanuku è una società calcistica di Tuvalu. Come tutte le altre squadre della nazione, è un club a livello dilettantistico. Possiede anche una squadra B e una squadra femminile.
Nel 2005 è riuscito a conquistare il suo unico titolo, la Coppa dell'Indipendenza di Tuvalu.

## Palmarès

### Competizioni nazionali
- Independence Cup: 1

2005
- NBT Cup: 1

2013

### Altri piazzamenti
- Tuvalu A-Division:

Secondo posto: 2012
- NBT Cup:

Finalista: 2006, 2011
- Independence Cup:

Finalista: 2011

## Organico 2012-2013

### Rosa
| N. |                   | Ruolo | Calciatore      |
| -- | ----------------- | ----- | --------------- |
| 1  | Tuvalu (bandiera) | P     | Mika Katagali   |
| 2  | Tuvalu (bandiera) | D     | Antonio Tupe    |
| 3  | Tuvalu (bandiera) | D     | Mafoa Petaia    |
| 4  | Tuvalu (bandiera) | D     | Ilikia Lototele |
| 5  | Tuvalu (bandiera) | D     | Ola Eliu        |
| 6  | Tuvalu (bandiera) | C     | Semaia Moeaga   |
| 7  | Tuvalu (bandiera) | C     | Felo Feoto      |
| 8  | Tuvalu (bandiera) | C     | Timali Katepu   |
| 9  | Tuvalu (bandiera) | A     | Aimasu Sio      |

| N. |                   | Ruolo | Calciatore       |
| -- | ----------------- | ----- | ---------------- |
| 10 | Tuvalu (bandiera) | C     | Taufia Moulogo   |
| 11 | Tuvalu (bandiera) | A     | Fonotapu         |
| 12 | Tuvalu (bandiera) | C     | Meauma Petaia    |
| 13 | Tuvalu (bandiera) | C     | Peniki Telogo    |
| 14 | Tuvalu (bandiera) | A     | Masolie Filioma  |
| 15 | Tuvalu (bandiera) | A     | Talavalu Lipua   |
| 16 | Tuvalu (bandiera) | D     | Tusitapu Maitoga |
| 17 | Tuvalu (bandiera) | A     | Elia Tavita      |